# Tito Gobbi
Tito Gobbi (ur. 24 października 1913 w Bassano del Grappa, zm. 5 marca 1984 w Rzymie) – włoski śpiewak operowy, baryton.

## Życiorys
Gobbi nie planował początkowo kariery operowej, ukończył studia prawnicze i dopiero później rozpoczął profesjonalną naukę śpiewu. Zadebiutował w 1935 rolą księcia Rudolfa w Lunatyczce Vincenzo Belliniego. W latach 40. zdobył międzynarodową popularność dzięki roli Belcore w Napoju miłosnym Gaetana Donizettiego, którą wykonywał w La Scali, a od 1951 także w Covent Garden Theatre.
W latach 50. i 60. pozostawał związany z operą w Rzymie, w której wykonał większość swoich najsłynniejszych ról. Był szczególnie ceniony za wyjątkową barwę głosu połączoną z talentem aktorskim, który pozwalał mu na niezwykle realistyczne oddawanie emocji swoich bohaterów. Zagrał w 25 produkcjach filmowych – zarówno nagraniach oper, jak i w rolach mówionych. W 1964 r. wystąpił jako Scarpia w słynnej produkcji Toski w reżyserii Franco Zeffirellego, uważanej do dziś za jedno z najlepszych wykonań opery, partnerując Marii Callas i Giuseppe di Stefano. Gobbi przyjaźnił się z Marią Callas i wielokrotnie występował razem z nią na scenie.
W latach 70. występował przede wszystkim w Operze Lirycznej w Chicago. Zakończył karierę w 1979 r. Opublikował dwie książki – Tito Gobbi: Moje życie oraz Tito Gobbi i jego świat włoskiej opery.
Od lat 60. próbował swoich sił jako reżyser teatralny, przygotowując w 1965 r. wystawienie Simona Boccanegry w Covent Garden.

## Dyskografia
- Donizetti: Napój miłosny (Carosio, Monti; Santini, 1952) EMI
- Donizetti: Łucja z Lamermooru (Callas, di Stefano; Serafin, 1953) EMI
- Giordano: Fedora (Olivero, del Monaco; Gardelli, 1969) Decca Records
- Leoncavallo: Pajace (Callas, di Stefano; Serafin, 1954) EMI
- Leoncavallo: Pajace (Amara, Corelli; Matačić, 1960) EMI
- Leoni: L'oracolo (Sutherland, Tourangeau; Bonynge, 1975) Decca Records
- Mascagni: Rycerskość wieśniacza (Souliotis, del Monaco; Varviso, 1966) Decca Records
- Puccini: Cyganeria (Scotto, Poggi; Votto, 1961) Deutsche Grammophon
- Puccini: Gianni Schicchi (de los Ángeles, del Monte; Santini, 1958) EMI
- Puccini: Gianni Schicchi (Cotrubaș, Domingo; Maazel, 1976) CBS/Sony
- Puccini: Madame Butterfly (de los Ángeles, di Stefano; Gavazzeni, 1954) EMI
- Puccini: Płaszcz (Mas, Prandelli; Bellezza, 1955) EMI
- Puccini: Tosca (Callas, di Stefano; de Sabata, 1953) EMI
- Puccini: Tosca (Callas, Bergonzi; Prêtre, 1964) EMI
- Puccini: Willidy (Scotto, Domingo, Nucci; Maazel, 1979) CBS/Sony
- Rossini: Cyrulik sewilski barbiere di Siviglia (Callas, Alva; Galliera, 1957) EMI
- Verdi: Aida (Callas, Barbieri, Tucker; Serafin, 1955) EMI
- Verdi: Bal maskowy (Callas, Ratti, Barbieri, di Stefano; Votto, 1956) EMI
- Verdi: Don Carlos (Stella, Nicolai, Filippeschi, Christoff; Santini, 1954) EMI
- Verdi: Falstaff (Schwarzkopf; Karajan, 1956) EMI
- Verdi: Nabucco (Souliotis, Prevedi; Gardelli, 1965) Decca Records
- Verdi: Otello (Rysanek, Pirazzini, Vickers; Serafin, 1960) RCA
- Verdi: Rigoletto (Callas, di Stefano; Serafin, 1955) EMI
- Verdi: Simon Boccanegra (de los Ángeles, Campora, Christoff; Santini, 1957) EMI
- Verdi: Traviata (Stella, di Stefano; Serafin, 1955) EMI